# Зайяк, Элайн
Элайн Кэтрин Зайяк (англ. Elaine Kathryn Zayak; 4 апреля 1965 Парамес, штат Нью-Джерси, США) — американская фигуристка, чемпионка мира 1982 года, чемпионка мира по фигурному катанию среди юниоров 1979 года, чемпионка США 1981 года в женском одиночном катании.

## Биография
Будучи двухлетней девочкой, Элайн попала под газонокосилку и потеряла три пальца левой ноги. Чтобы укрепить ноги, её отправили на фигурное катание; на месте отсутствующих пальцев она держала в коньке деревянную чурку. В 1979 году выиграла чемпионат мира среди юниоров.
К 1982 году Зайяк освоила три тройных прыжка — замечательный результат для того времени. На своём победном чемпионате мира 1982 она исполнила четыре тройных тулупа, сальхов и риттбергер. Правило «тройной прыжок трижды исполнять нельзя, если дважды — один в каскаде», принятое после сезона 1981/82, назвали «правилом Зайяк», т.к. Элен повторяла прыжки больше двух раз.
Из-за искалеченной ноги особо тяжёлыми для неё были обязательные фигуры. На следующем чемпионате мира Элайн снялась с соревнований прямо посреди соревнования по фигурам, сославшись на плохие коньки и травму голеностопа. Газеты не одобрили этого поступка: если бы она отказалась раньше, могли бы выставить запасную.
В 1984 году карьера Элайн пошла на спад, и она переквалифицировалась в профессионалы. Профессиональная карьера тоже не пошла, и в конце концов она бросила катание. В сезоне 1993/94, воспользовавшись новой процедурой выхода из профессионалов, она стала четвёртой в чемпионате США и запасной на зимних Олимпийских играх — при том, что тройные прыжки она не исполняла много лет. В 2003 году введена в Зал славы фигурного катания США.
Работает тренером в городе Хакенсак (штат Нью-Джерси).

## Спортивные достижения
| Соревнования/Сезоны           | 1978-79 | 1979-80 | 1980-81 | 1981-82 | 1982-83 | 1983-84 |  | 1993-94 |
| ----------------------------- | ------- | ------- | ------- | ------- | ------- | ------- |  | ------- |
| Зимние Олимпийские игры       |         |         |         |         |         | 6       |  |         |
| Чемпионаты мира               |         | 11      | 2       | 1       | WD      | 3       |  |         |
| Чемпионаты США                |         | 4       | 1       | 3       | 2       | 3       |  | 4       |
| Чемпионаты мира среди юниоров | 1       |         |         |         |         |         |  |         |
| Skate America                 |         |         |         | 2       |         |         |  |         |
| Skate Canada International    |         | 1       |         |         |         |         |  |         |

- * WD = Снялась с соревнования